# Leopardus geoffroyi
El gato montés sudamericano, gato de Geoffroy u ocelote de Geoffroy (Leopardus geoffroyi) es una especie de mamífero carnívoro de la familia Felidae. Es probablemente el felino salvaje más común de América del Sur.

## Distribución
Esta especie se distribuye en el sudeste de Bolivia, el oeste y sur del Paraguay, el extremo sur de Brasil, todo el Uruguay y casi todo el territorio continental de la Argentina hasta el sur de la Patagonia argentina, donde su geonemia también desborda a los territorios esteparios de la Patagonia chilena. En Chile también habita en sectores fronterizos de las regiones de Aysén y Magallanes, además de un registro conocido en la provincia de Malleco.

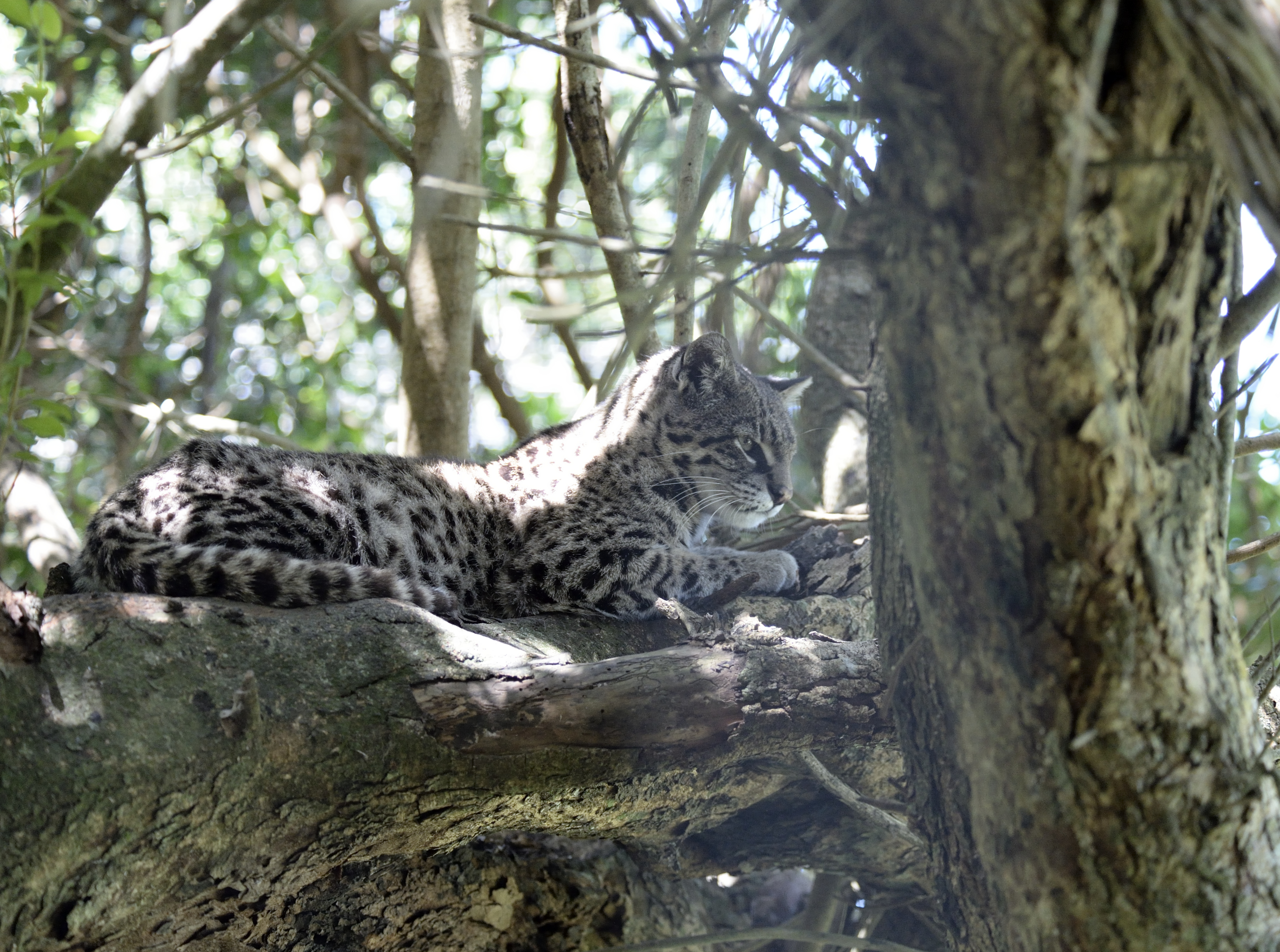
Gato montes, Leopardus geoffroyi, tomado en el departamento de Rocha, Uruguay.

## Hábitats
Habita en numerosos ecosistemas, como estepas de los Andes australes, las Pampas, las estepas patagónicas y el Gran Chaco. Solo está ausente de bosques húmedos y selvas extensas, aunque vive en selvas en galería. Habita lugares prístinos y con presencia humana, aunque tiende a preferir áreas con cobertura arbórea.

## Características
Tiene el tamaño de un gato doméstico o apenas más grande, con el cual se han hecho intentos de cruzarlo, pero con muy limitado éxito.
Tiene manchas negras en todo el cuerpo, pero el color de fondo, generalmente castaño, varía de región en región: en el norte, lo común es un pardo amarillento; más al sur, el manto es grisáceo. El melanismo es algo común tanto en estado salvaje como en cautiverio. Mide cerca de 60 cm de largo más 35 cm de cola, y 30 cm de alzada. Su peso es habitualmente de entre 4 y 5 kg, aunque puede llegar a los 8 kg.

## Historia natural
Se alimenta principalmente de roedores, pequeños lagartos e insectos, y ocasionalmente ranas y peces; es el súper-predador de la cadena alimentaria. Aunque la especie parezca sufrir, algunos conservacionistas se preocupan del exceso de caza por su piel.
La hembra preñada busca muy cuidadosamente la guarida para tener su camada, y los cachorros se desarrollan muy rápidamente: a las 6 semanas son completamente móviles.

## Nomenclatura
Le dio nombre en el siglo XIX el zoólogo y naturalista francés Étienne Geoffroy Saint-Hilaire, quien lo identificó como una especie distinta cuando lo estudiaba siendo profesor de zoología en París, Francia.

## Subespecies
Se conocen cinco subespecies de Leopardus geoffroyi:
- Leopardus geoffroyi geoffroyi
- Leopardus geoffroyi euxanthus
- Leopardus geoffroyi leucobaptus
- Leopardus geoffroyi paraguae
- Leopardus geoffroyi salinarum

De acuerdo a un estudio de 2017 IUCN SSC Cat Specialist Group, se reconoció a Leopardus geoffroyi como una especie monotípica con diferencias morfológicas de acuerdo a la región donde habitan, de acuerdo a los datos obtenidos por el estudio de 38 ejemplares. Un ejemplo sería el supuesto salinarum tendría un color más grisáceo y cráneo más chico que paraguae.